# Dima (álbum)
Dima es el primer álbum de estudio de la cantante argelina Zaho, fue lanzado al mercado en 2008 por el sello discográfico personal de Zaho y Phil Greiss, Down Lo, bajo licencia de EMI Music France. El álbum llegó al puesto #11 en el France Albums Top 150, ocupando este puesto por una semana.

## Lista de canciones
Toda la música compuesta por Zaho excepto "La roue tourne" (Greiss/Zaho/Tunisiano) y "Hey papi" (Greiss/Soprano/Zaho). 
| N.º | Título                           | Duración |  |
| 1.  | «Dima»                           | 4:27     |  |
| 2.  | «Assassine»                      | 4:36     |  |
| 3.  | «La roue tourne» (con Tunisiano) | 4:06     |  |
| 4.  | «C'est chelou»                   | 3:37     |  |
| 5.  | «F.T.T. (Femme Tout Terrain)»    | 3:48     |  |
| 6.  | «Kif'n'dir»                      | 4:53     |  |
| 7.  | «Mon parcours»                   | 3:47     |  |
| 8.  | «Tu ne le mérites pas»           | 3:59     |  |
| 9.  | «Incomprise»                     | 3:43     |  |
| 10. | «Petit jeu»                      | 3:47     |  |
| 11. | «Hey papi» (con Soprano)         | 4:12     |  |
| 12. | «Serpent»                        | 3:41     |  |
| 13. | «Tout vibe bien»                 | 4:06     |  |
| 14. | «Je te promets»                  | 4:18     |  |
| 15. | «Dima (versión árabe)»           | 4:25     |  |

- Dima - Edition Speciale

| Dima - Edition Speciale |                               |          |  |
| N.º                     | Título                        | Duración |  |
| 16.                     | «Tout ce temps» (con Idir)    |          |  |
| 17.                     | «Bougez vos» (título inédito) |          |  |
| 18.                     | «Lune de miel» (con Don Choa) |          |  |